# Ньюпешер
Ньюпешер (швед. Njupeskär) — водоспад у Швеції на північному заході лену Даларна, на річці Ньюпон (швед. Njupån), у національному парку Фулуф'єлет. Найвищій водоспад Швеції. Раніше загальна висота водоспаду визначалася у 90 м з двома каскадами по 7 м на горі водоспаду й найбільшим каскадом 70 м. За останніми даними загальна висота водоспаду становить 125 м, з яких на вільне падіння припадає 95 м.
Річка Ньюпон, на якій утворений водоспад, є притокою річки Фулуельвен (швед. Fuluälven), що тече у верхоріччі Вестердалельвен.